# Viktor Brezar
Viktor Brezar, slovenski poslovnež in politik, * ?.
Med 16. majem 1990 in 14. majem 1992 je bil predsednik Republiškega komiteja za drobno gospodarstvo.